# Санкање на Зимским олимпијским играма 2014.
Такмичења у санкању на Зимским олимпијским играма 2014. у Сочију одржават ће се (по 14. пут у програму ЗОИ) између 8. и 13. фебруара 2014. на леденој стази Санки у близини Краснаје Пољане. Учествује укупно 110 спортиста који се такмиче у 4 дисциплине (две мушке, и по једну женску и мешовиту). 
Новина у такмичењу је мешовита штафета која је додата у олимпијски програм у априлу 2011. године, а у којој се резултати мушког и женског сингла и мушког двојца (укупно 3 трке) рачунају као јединствен резултат.

## Сатница
Распоред одржавања такмичења у све три дисциплине:
| Датум       | Време | Дисциплина                                                  |
| ----------- | ----- | ----------------------------------------------------------- |
| 8. фебруар  | 18:30 | Мушкарци појединачно, прва и друга вожња                    |
| 9. фебруар  | 18:30 | Мушкарци појединачно, трећа и четврта вожња (додела медаља) |
| 10. фебруар | 18:45 | Жене појединачно, прва и друга вожња                        |
| 11. фебруар | 18:30 | Жене појединачно, трећа и четврта вожња (додела медаља)     |
| 12. фебруар | 18:15 | Мушки парови, прва и друга вожња (додела медаља)            |
| 13. фебруар | 20:15 | Екипно такмичење (три вожње)                                |

## Учесници и систем квалификација
На такмичењу учествује укупно 40 екипа у мушком сингу, 30 екипа у женском, 20 мушких дублова и 12 мешовитих тимова. Максималан број учесника је 110. Највећи део учесника одређен је на основу пласмана на светским ранг листама у периоду између 1. новембра 2012. и 31. децембра 2013. док је један део учесника одређен на основу специјалних позивница.
| НОК                       | М1 | М2 | Ж1 | Екипно | Укупно |
| ------------------------- | -- | -- | -- | ------ | ------ |
| Аустралија                | 1  |    |    |        | 1      |
| Аустрија                  | 3  | 2  | 3  | X      | 10     |
| Бугарска                  | 1  |    |    |        | 1      |
| Канада                    | 3  | 1  | 3  | X      | 8      |
| Чешка                     | 1  | 1  | 1  | X      | 4      |
| Француска                 |    |    | 1  |        | 1      |
| Немачка                   | 3  | 2  | 3  | X      | 10     |
| Независни учесници        | 1  |    |    |        | 1      |
| Италија                   | 3  | 2  | 3  | X      | 10     |
| Јапан                     | 1  |    |    |        | 1      |
| Казахстан                 |    | 1  | 1  |        | 3      |
| Летонија                  | 3  | 2  | 2  | X      | 9      |
| Молдавија                 | 1  |    |    |        | 1      |
| Холандија                 | 1  |    |    |        | 1      |
| Норвешка                  | 3  |    |    |        | 3      |
| Пољска                    | 1  | 1  | 2  | X      | 5      |
| Румунија                  | 1  | 1  | 1  | X      | 4      |
| Русија                    | 3  | 2  | 3  | X      | 10     |
| Словачка                  | 1  | 2  | 1  | X      | 6      |
| Јужна Кореја              | 1  |    |    |        | 1      |
| Швајцарска                | 1  |    | 1  |        | 2      |
| Кинески Тајпеј            | 1  |    |    |        | 1      |
| Тонга                     | 1  |    |    |        | 1      |
| Украјина                  | 2  | 1  | 2  | X      | 6      |
| Сједињене Америчке Државе | 3  | 2  | 3  | X      | 10     |
| Укупно: 25 НОК-а          | 40 | 20 | 30 | 12     | 110    |

## Освајачи медаља
| Дисциплине                  |                                                                         | Резултат |                                                                                    | Резултат |                                                                    | Резултат |
|                             |                                                                         |          |                                                                                    |          |                                                                    |          |
| Мушкарци појединачно детаљи | Феликс Лох · Немачка                                                    | 3:27,526 | Алберт Демченко · Русија                                                           | 3:28,002 | Армин Цегелер · Италија                                            | 3:28,797 |
|                             |                                                                         |          |                                                                                    |          |                                                                    |          |
| Жене појединачно детаљи     | Натали Гајзенбергер · Немачка                                           | 3:19,768 | Татјана Хифнер · Немачка                                                           | 3:20,907 | Ерин Хамлин · САД                                                  | 3:21,145 |
|                             |                                                                         |          |                                                                                    |          |                                                                    |          |
| Мушкаи парови детаљи        | Немачка · Тобијас Арлт · Тобијас Вендл                                  | 1:38,933 | Аустрија · Андреас Лингер · Волфганг Лингер                                        | 1:39,455 | Летонија · Андрис Шицс · Јурис Шицс                                | 1:39,790 |
|                             |                                                                         |          |                                                                                    |          |                                                                    |          |
| Екипно детаљи               | Немачка · Натали Гајсенбергер · Феликс Лох · Тобијас Арлт/Тобијас Вендл | 2:45,649 | Русија · Татјана Иванова · Алберт Демченко · Александар Денисјев/Владислав Антонов | 2:46,679 | Летонија · Елиза Тирума · Мартињш Рубенис · Андрис Шицс/Јурис Шицс | 2:47,295 |

## Биланс медаља
*   Домаћин ( Русија)
| Позиција   | Држава                    | Злато | Сребро | Бронза | Укупно |
| ---------- | ------------------------- | ----- | ------ | ------ | ------ |
| 1          | Немачка                   | 4     | 1      | 0      | 5      |
| 2          | Русија*                   | 0     | 2      | 0      | 2      |
| 3          | Аустрија                  | 0     | 1      | 0      | 1      |
| 4          | Летонија                  | 0     | 0      | 2      | 2      |
| 5          | Италија                   | 0     | 0      | 1      | 1      |
| 5          | Сједињене Америчке Државе | 0     | 0      | 1      | 1      |
| Укупно (6) | Укупно (6)                | 4     | 4      | 4      | 12     |